# Рака (острів)
Ра́ка — невеликий острів в Червоному морі в архіпелазі Дахлак, належить Еритреї, адміністративно відноситься до району Дахлак регіону Семіен-Кей-Бахрі.

## Географія
Розташований на північний схід від острова Рідж'юма. Має округлу форму діаметром 0,9 км. На північному заході облямований кораловими рифами.